# Alfie Mawson
Alfie Robert John Mawson (ur. 19 stycznia 1994 w Hillingdon) – angielski piłkarz występujący na pozycji obrońcy w Fulham.